# Biserica reformată din Valea Lungă

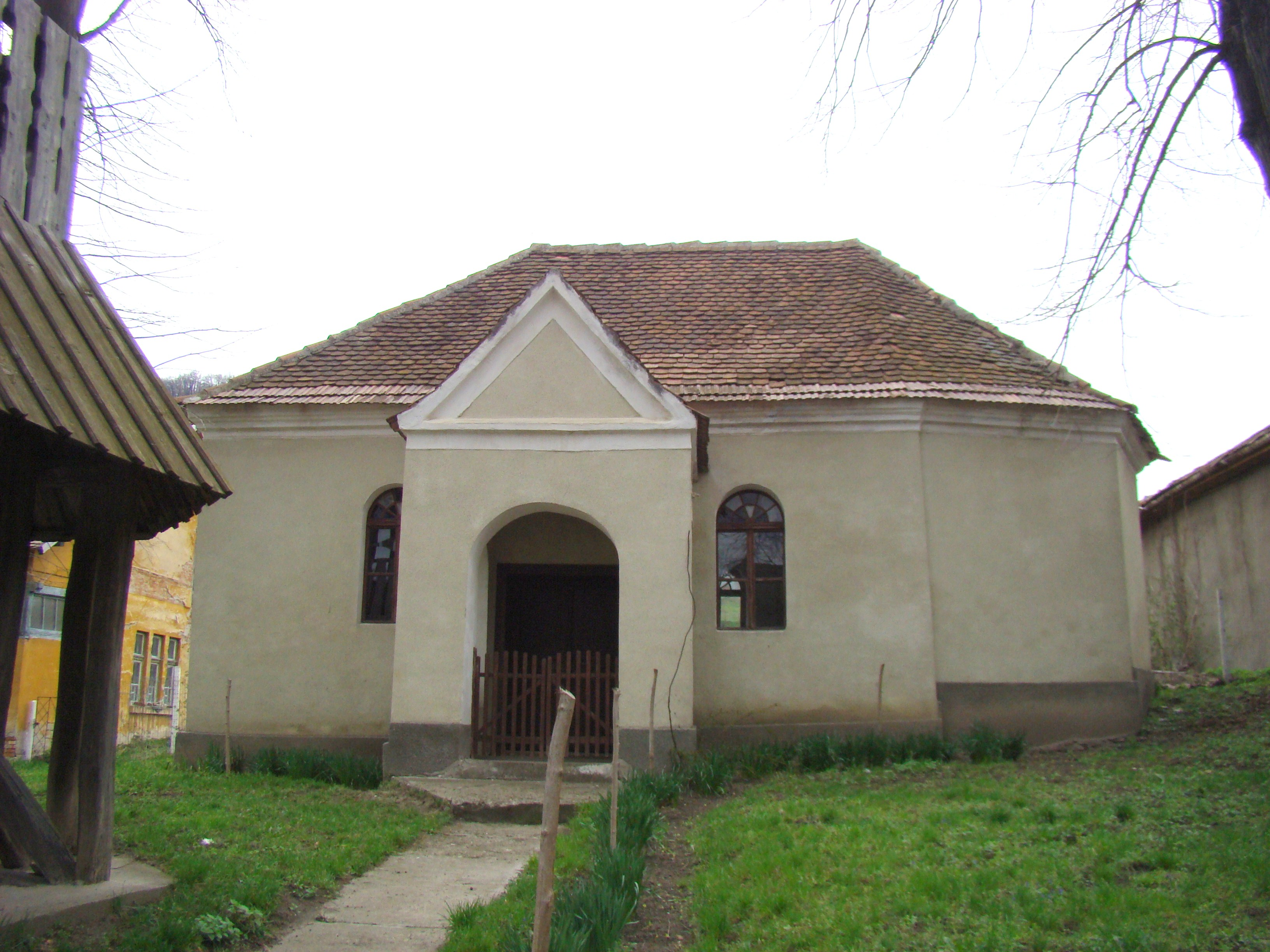
Biserica reformată din Valea Lungă, comuna Valea Lungă, județul Alba, foto: aprilie 2013.

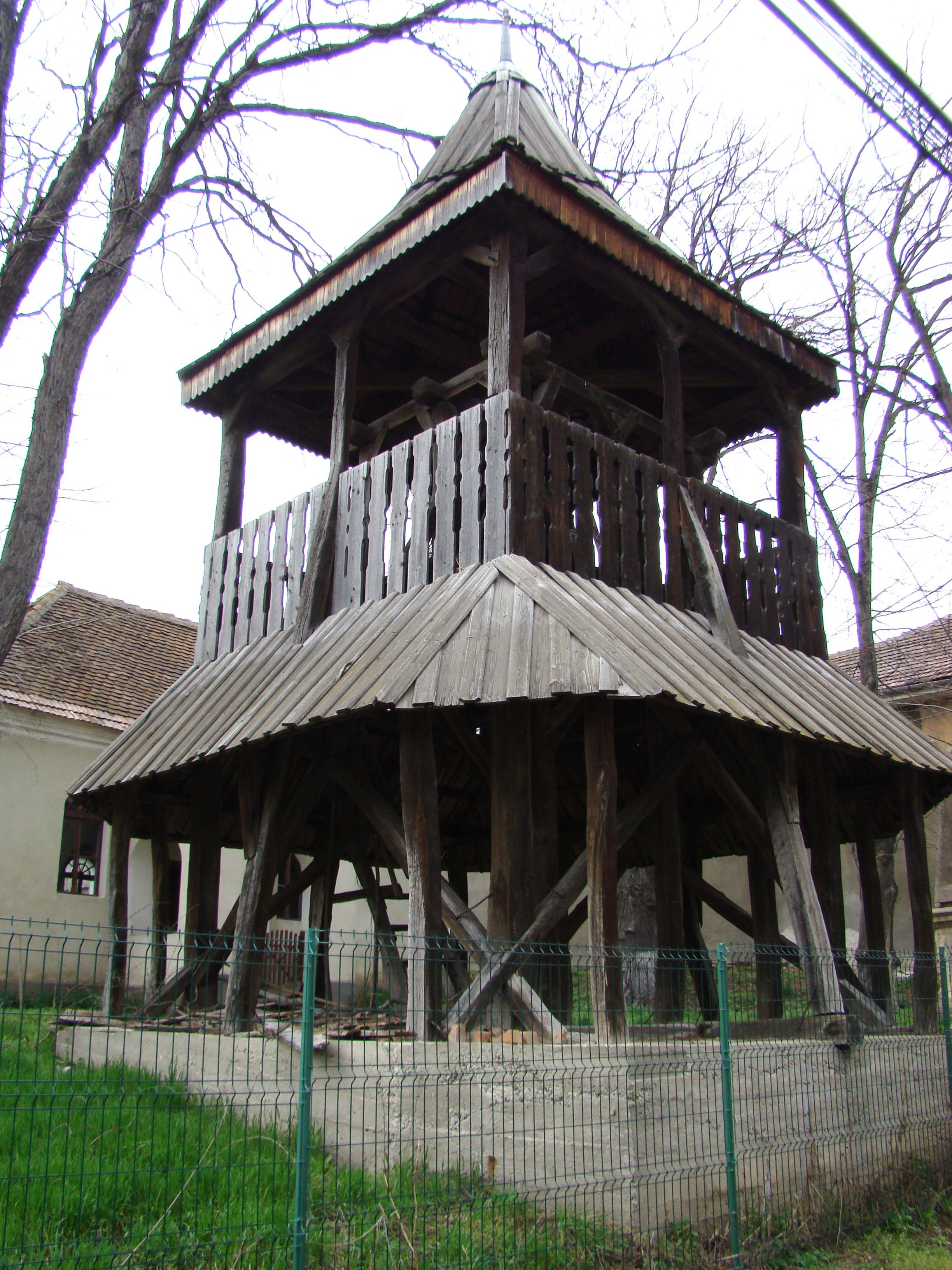
Clopotnița de lemn

Biserica reformată din Valea Lungă, comuna Valea Lungă, județul Alba, datează din secolul XVII. În ciuda vechimii de 350 de ani nu figurează în lista monumentelor istorice, fiind eclipsată de mai renumita biserică evanghelică.

## Localitatea
Valea Lungă, mai demult Hususău, Husăsău, (în dialectul săsesc Longenduel, în germană Langenthal, Langthal, Langendorf, în maghiară Hosszúaszó, Hosszúaszú, Hosszúaszú) este satul de reședință al comunei cu același nume din județul Alba, Transilvania, România.
Atestarea documentară a existenței localității o avem de la începutul secolului al XIV-lea. În anul 1309 se amintește de existența unui arhidiaconat din care făcea parte și localitatea Valea Lungă, menționându-se preotul acestei localități Arnold de Longavalle.

## Biserica
Biserica reformată a fost construită în anul 1676, în timp ce clopotnița de lemn datează din 1830. Mormântul familiei nobiliare Szentkereszthy se află în cimitirul reformat. Conacul Szentkereszthy a fost construit în jurul anului 1700 și găzduiește în prezent primăria comunei.

## Vezi și
- Valea Lungă, Alba

## Galerie de imagini

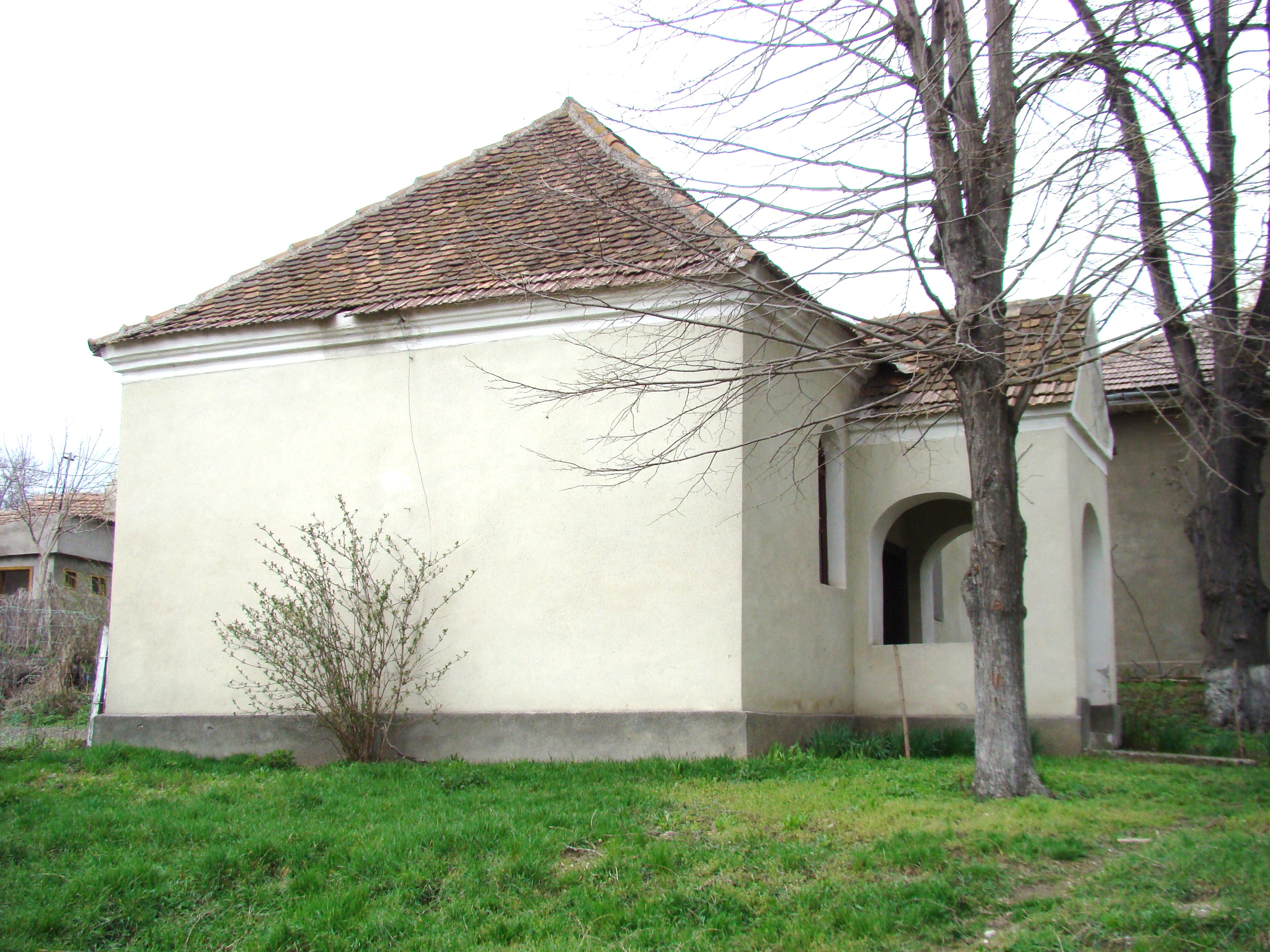
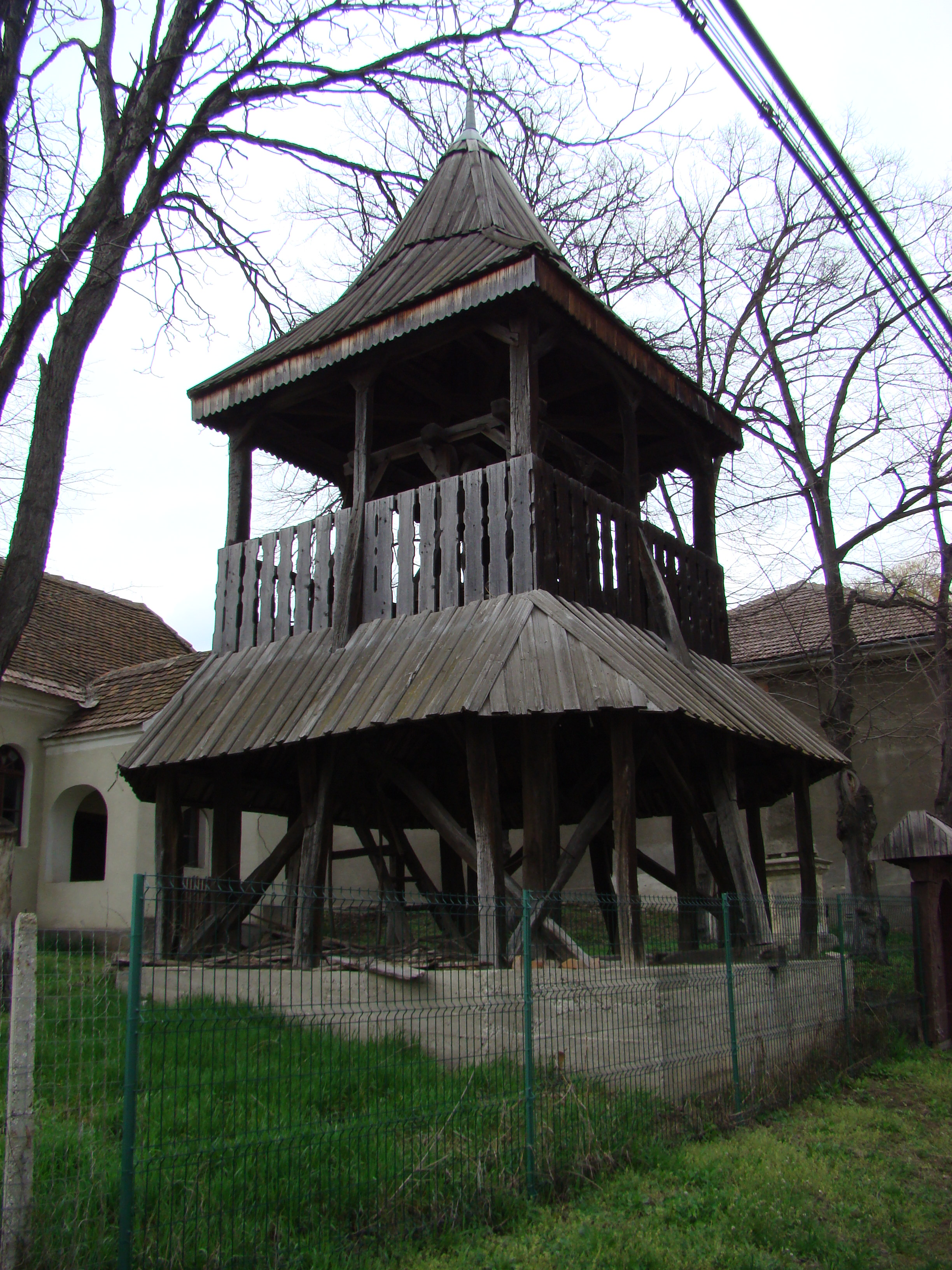
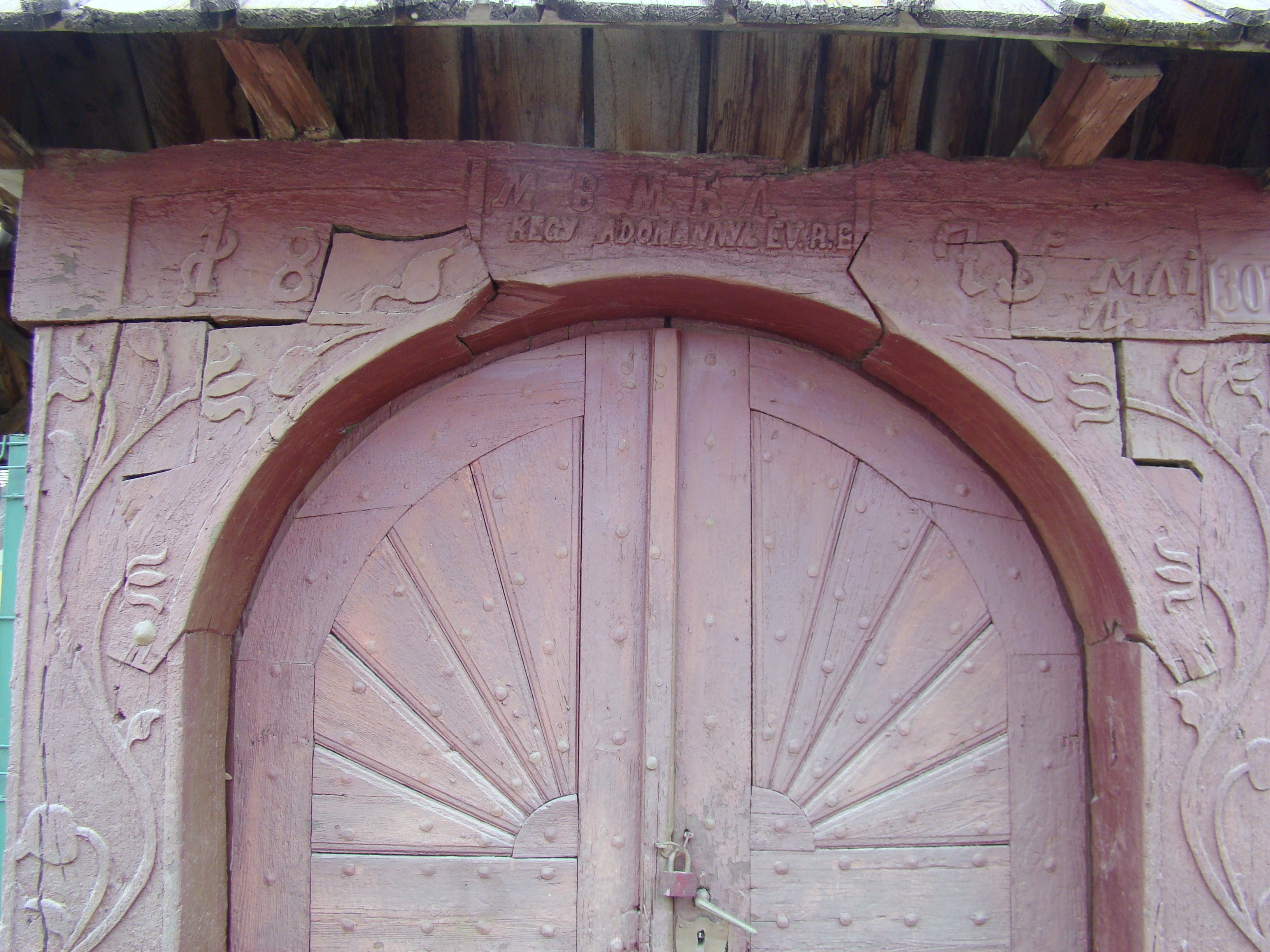
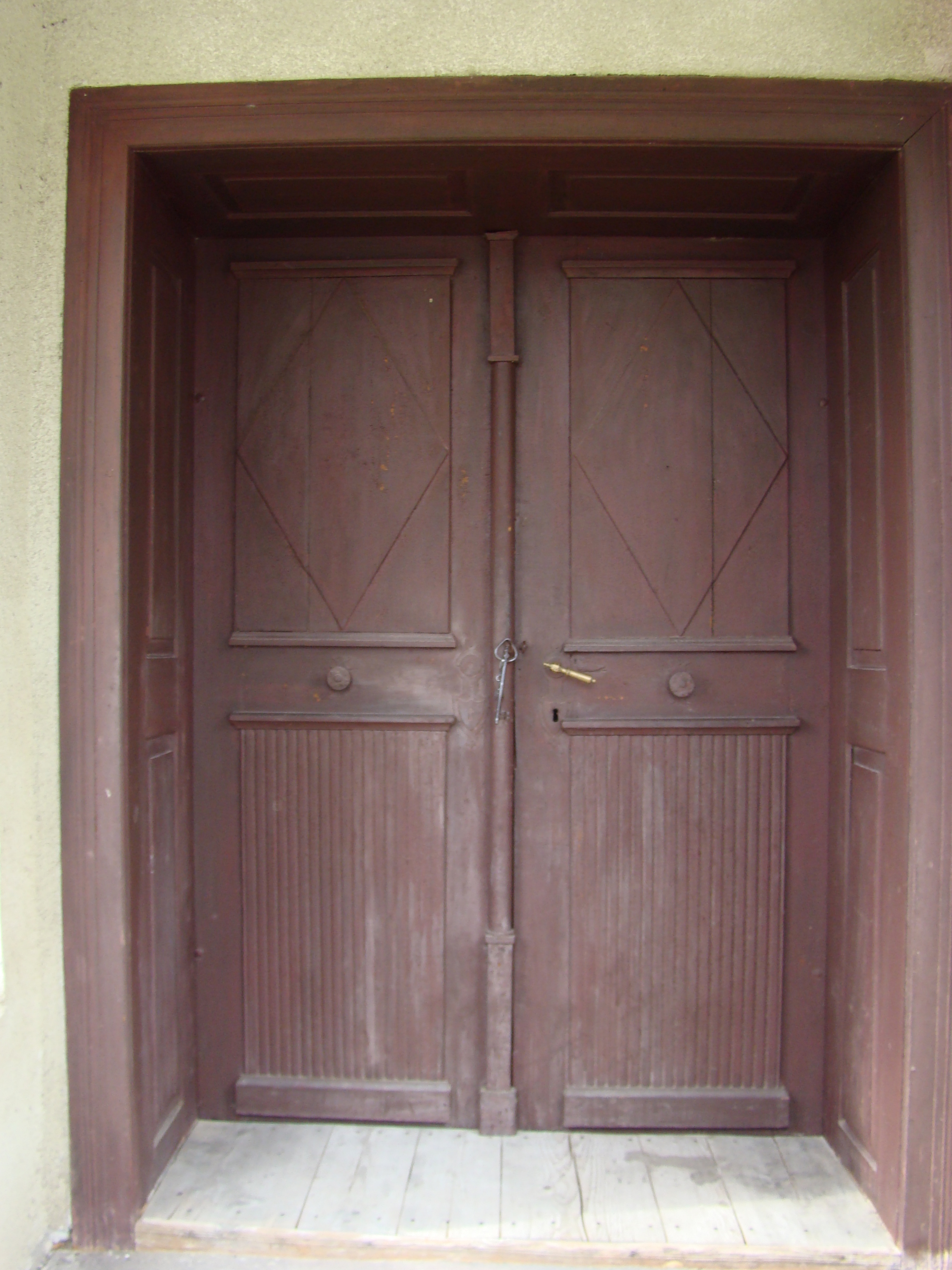
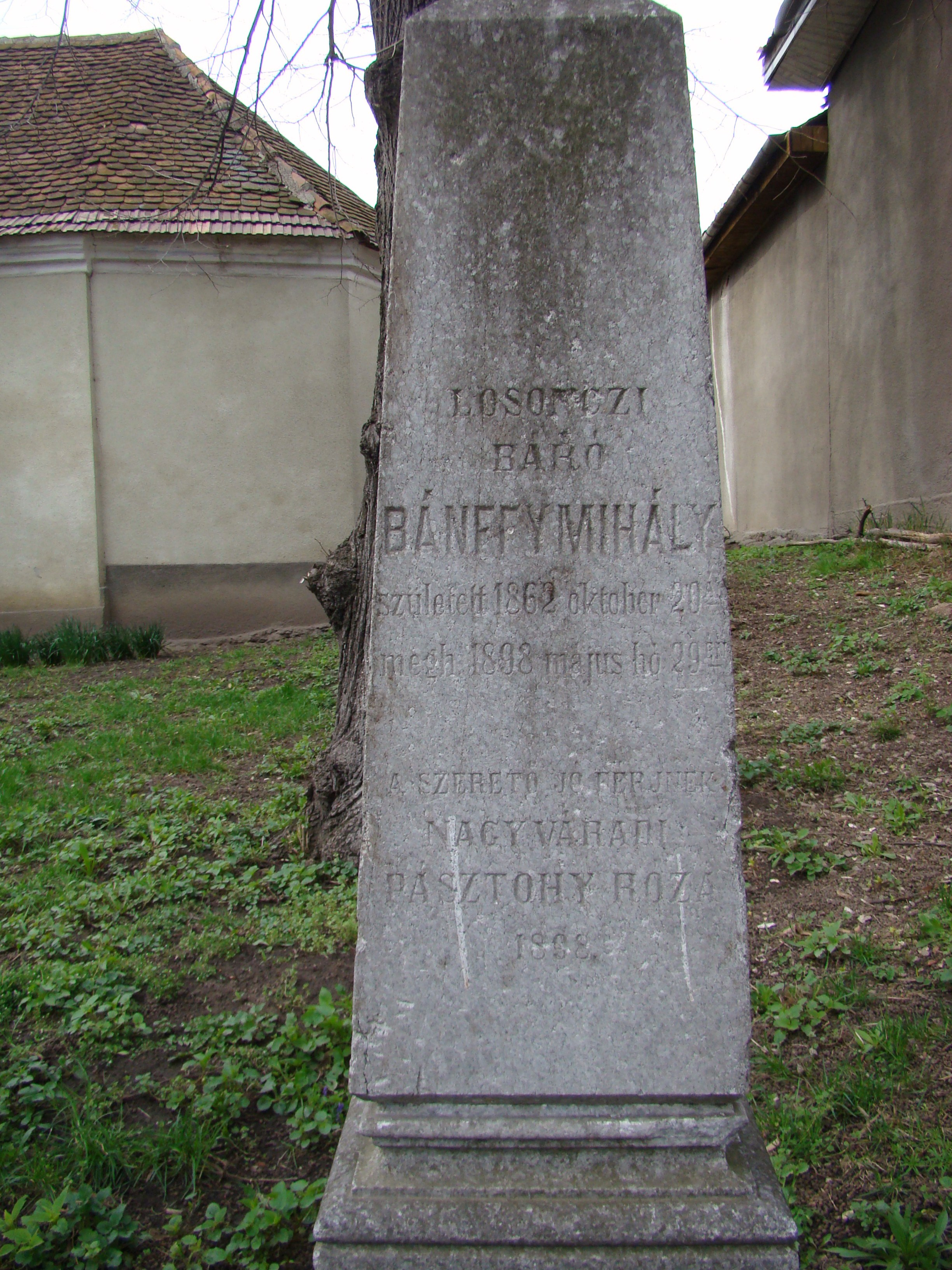
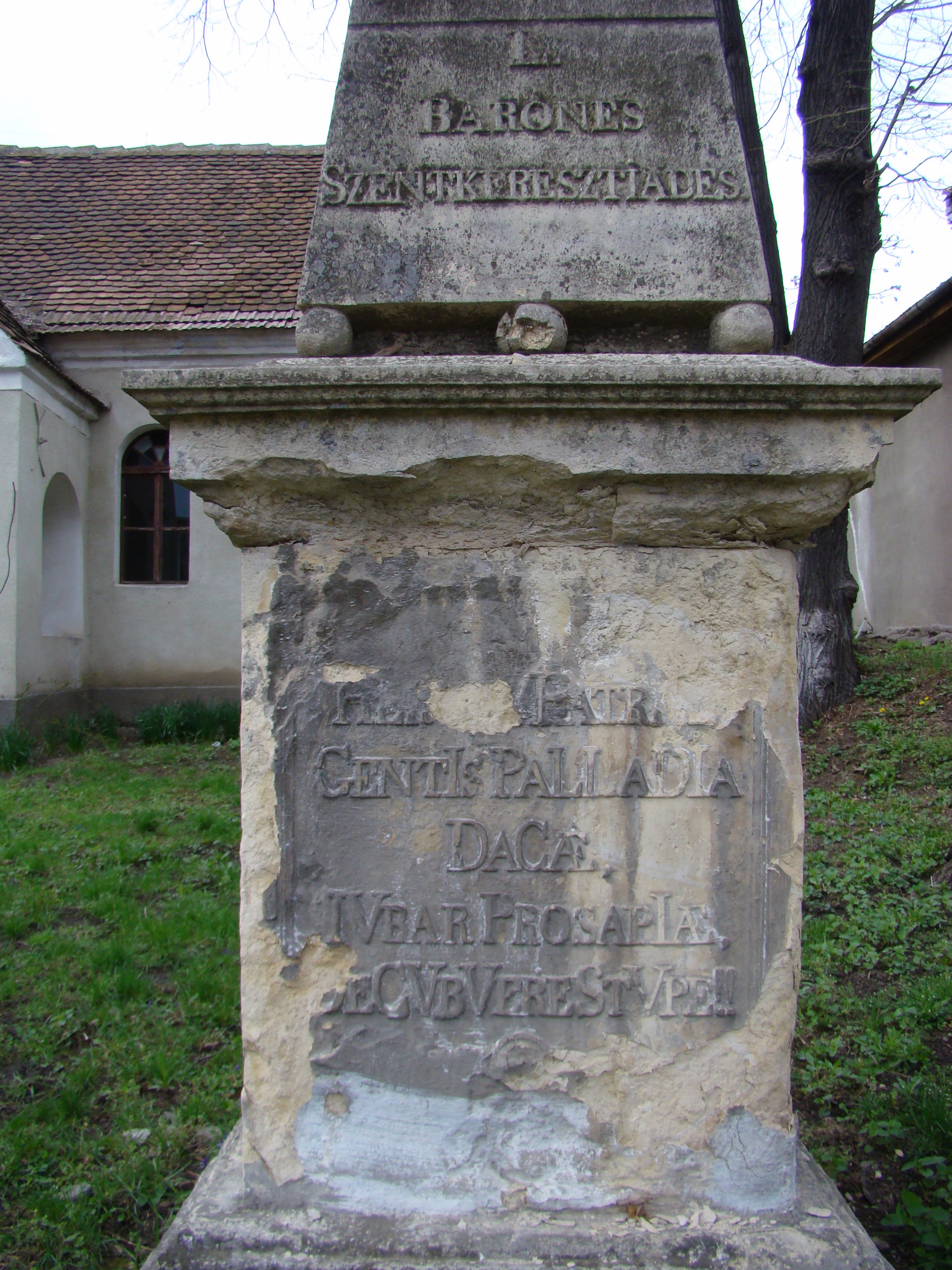
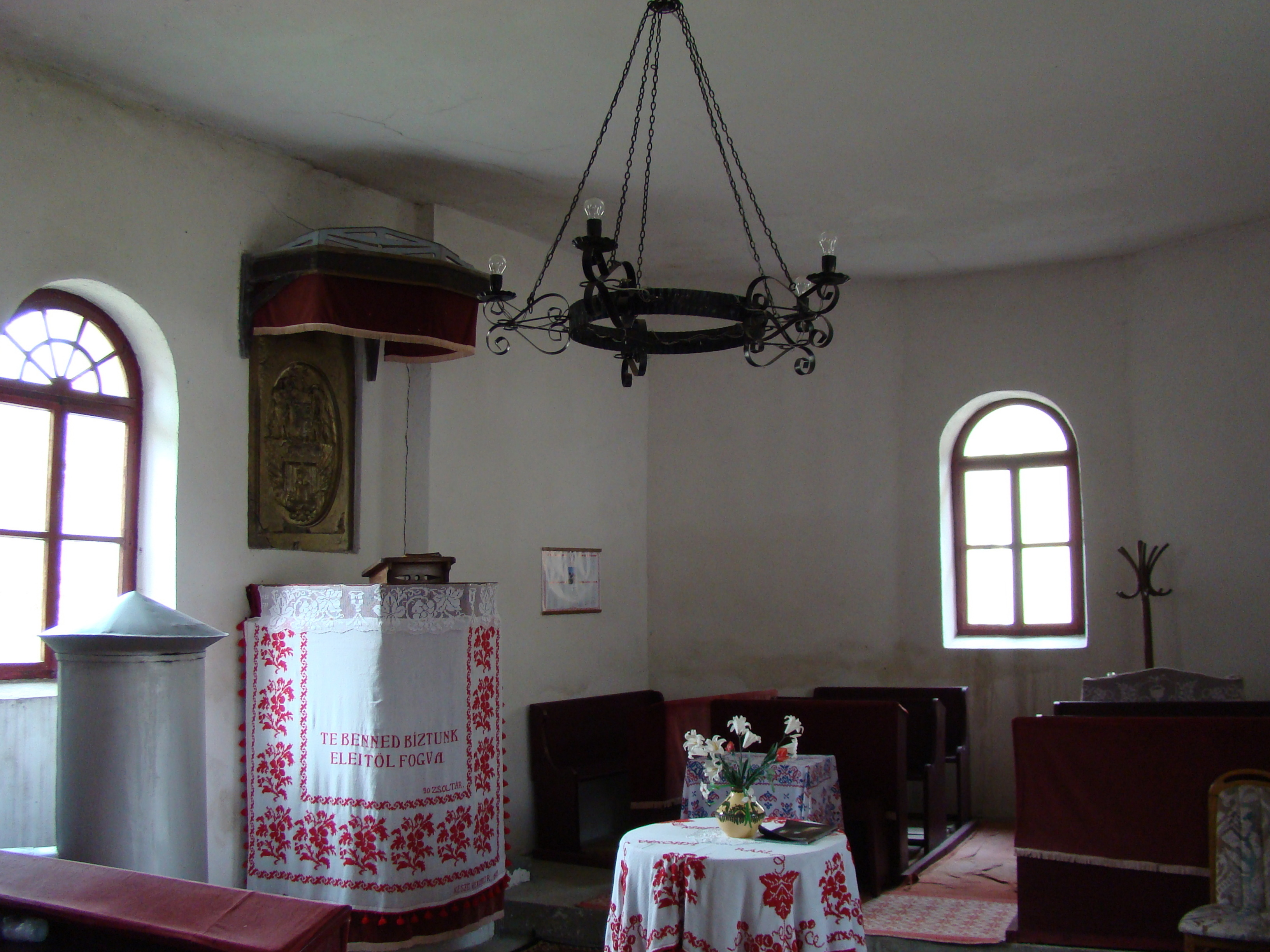
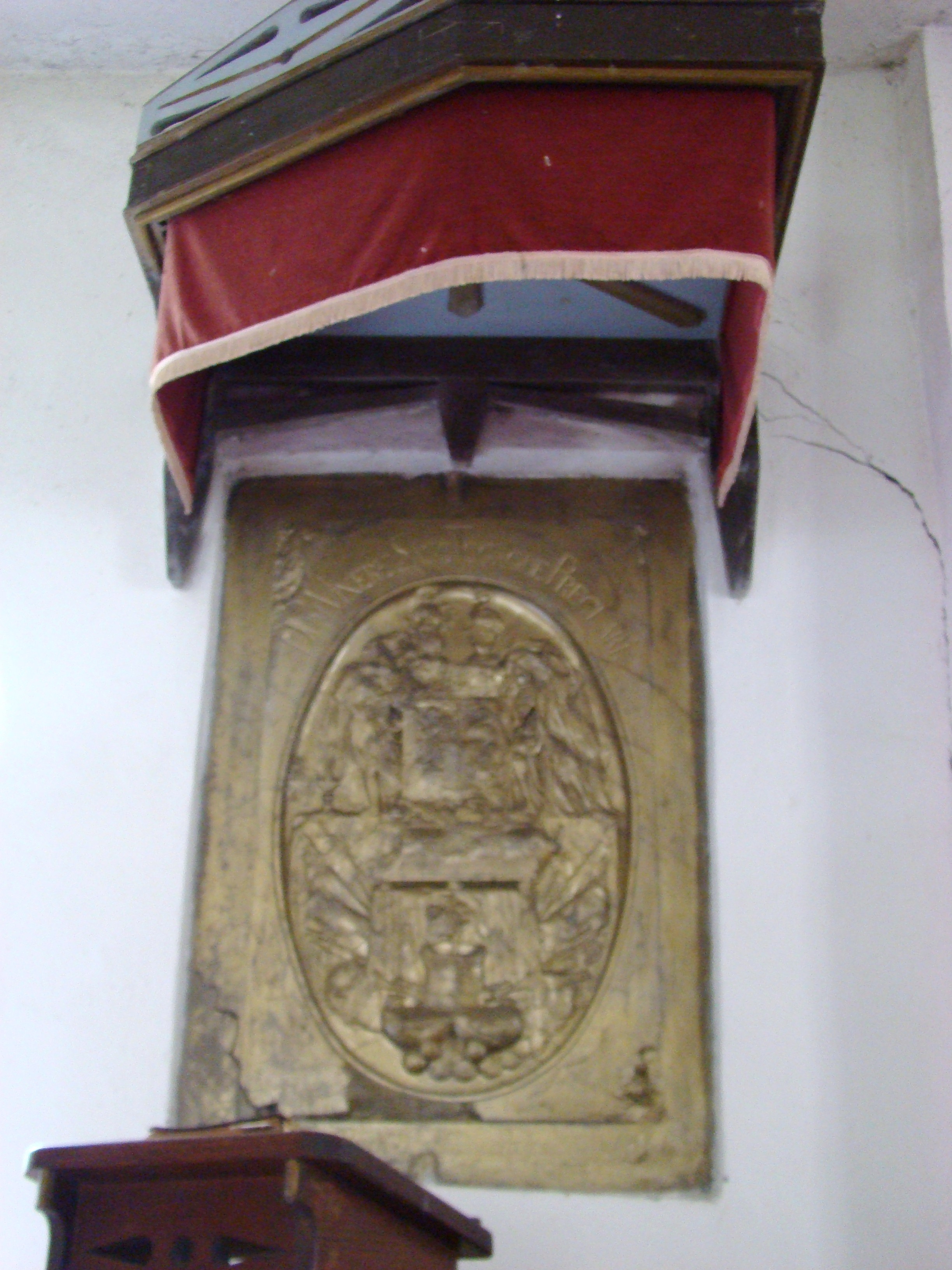
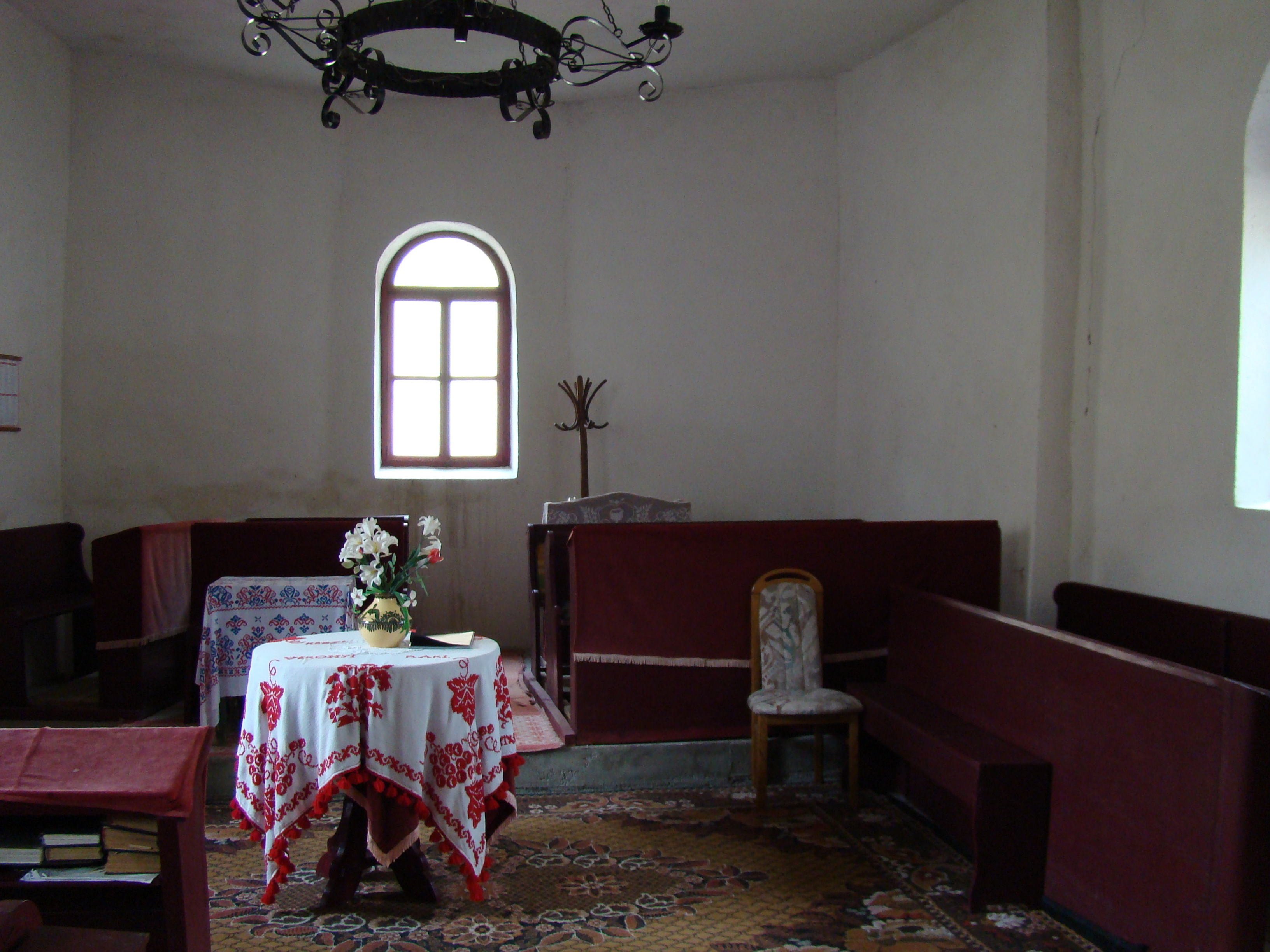
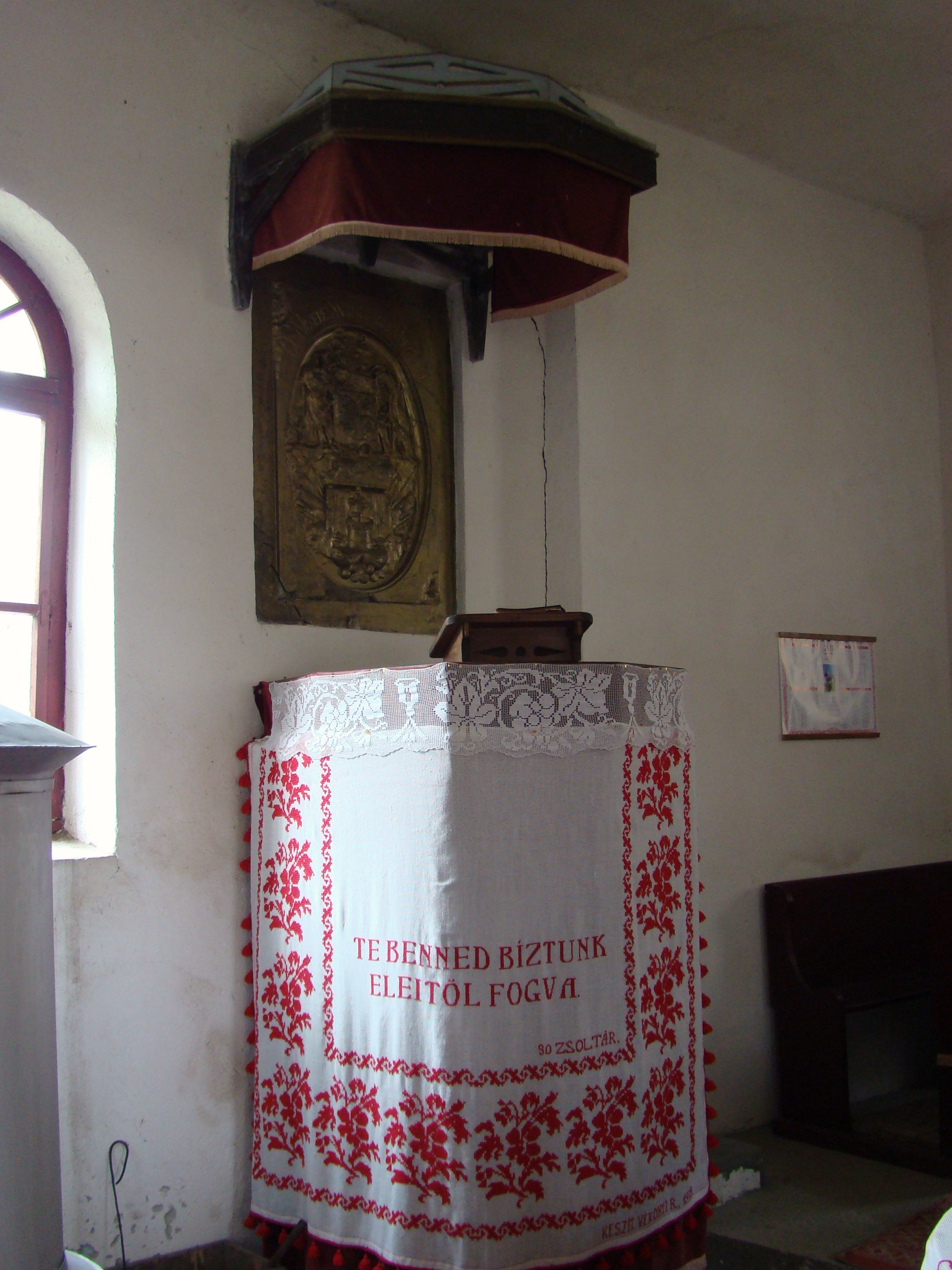
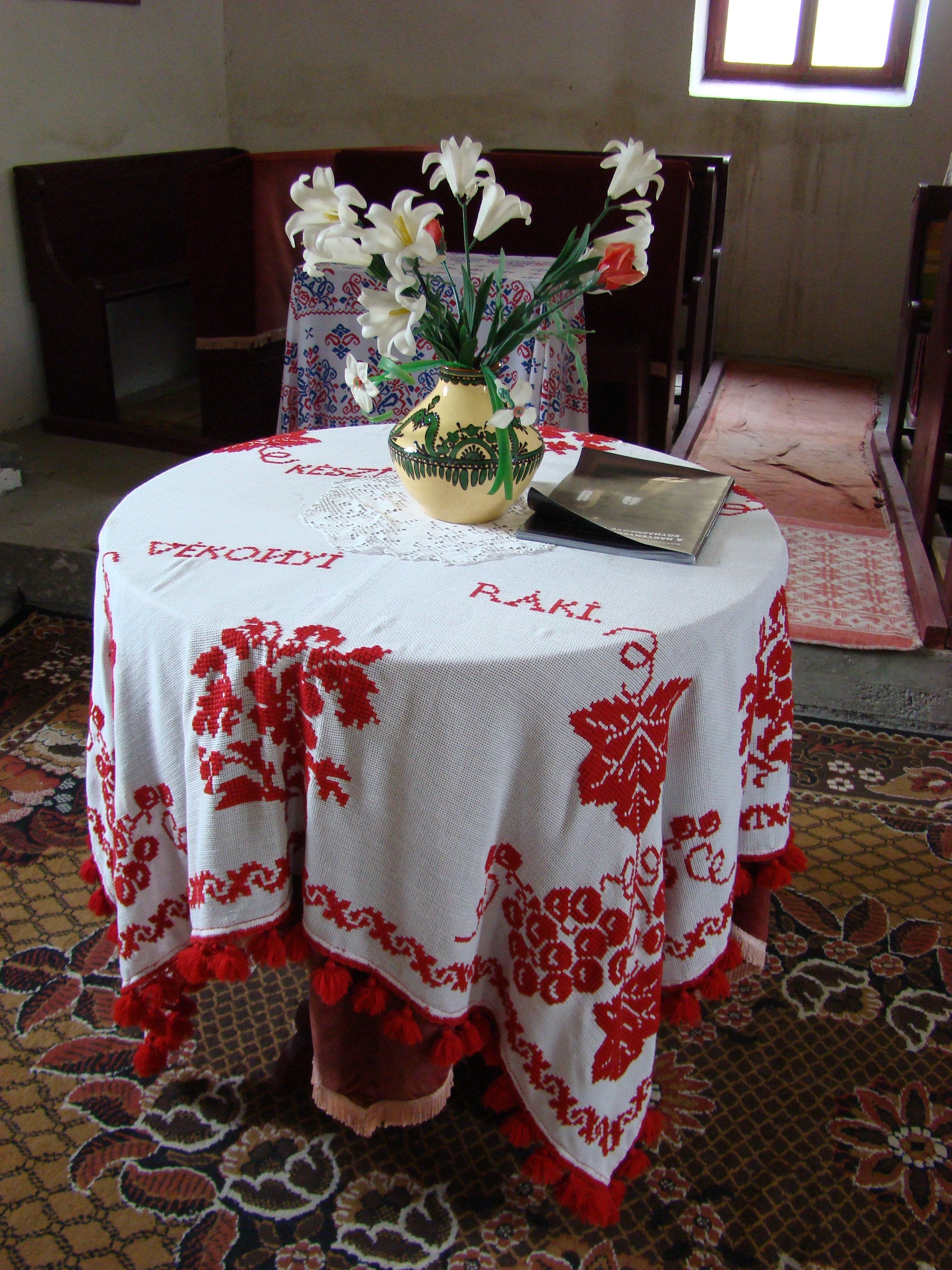
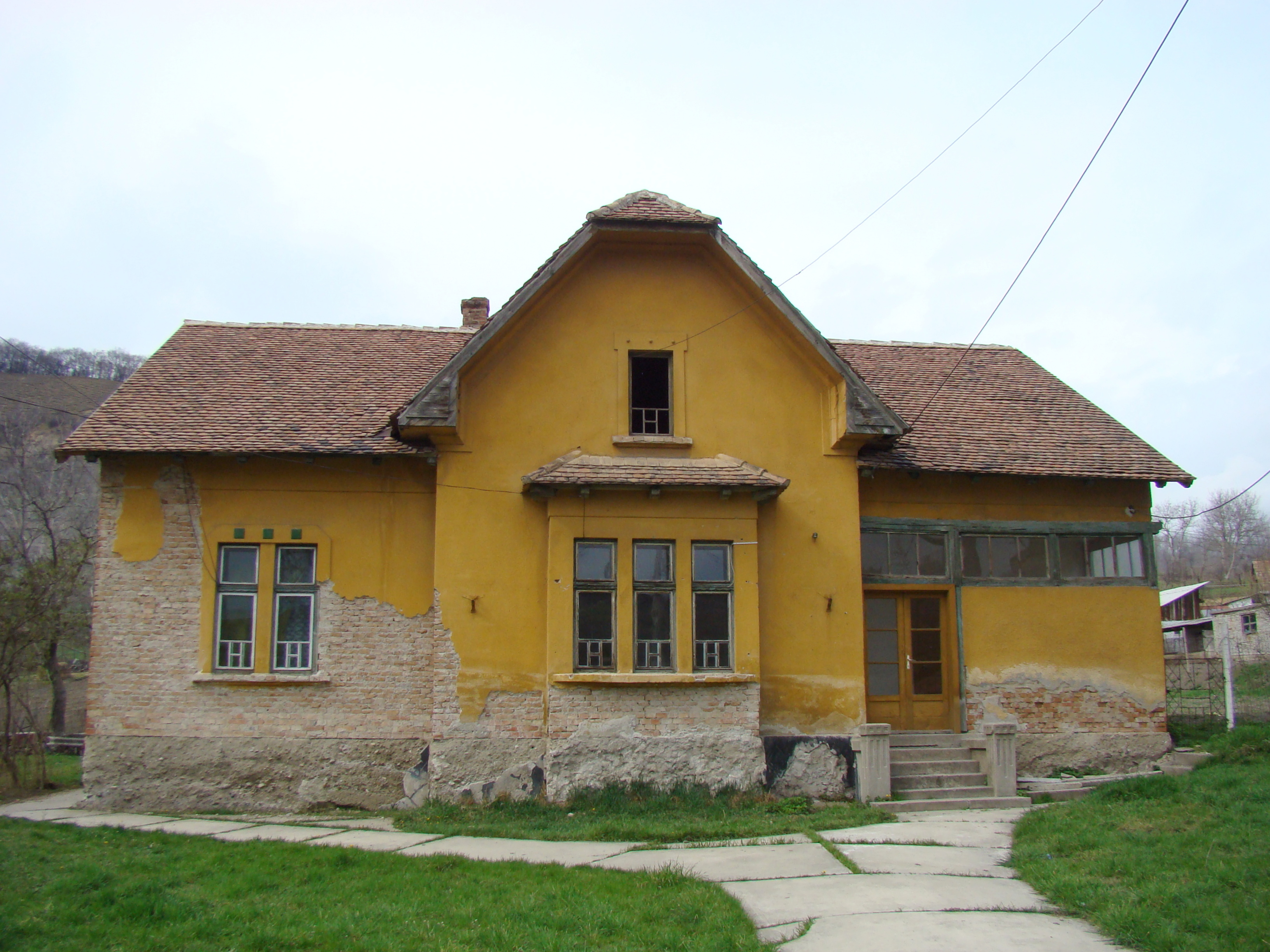
Casa parohială reformată